# Gustav von Bergmann
Franz August Richard Gustav von Bergmann , född 24 december 1878, död 16 september 1955, var en tysk läkare. Han var son till Ernst von Bergmann.
Bergmann blev medicine doktor i Strassburg 1903 och professor och chef för 2:a medicinska kliniken vid Charitésjukhuset i Berlin 1927. Han ansågs som en av de ledande klinikerna på invärtesmedicinens område. Bergmann fick sin utbildning under en tid av många stora medicinska upptäckter, framför allt inom den experimentella fysiologin, och var en av de första att tillämpa dessa inom den praktiska medicinen. Han utgav ett stort antal vetenskapliga arbeten, främst rörande matsmältningsorganens sjukdomar. Hans mest kända arbete är Funktionelle Pathologie (1932, 2:a upplagan 1936) som utgör en sammanfattning av hans lärosatser. Bergmann var även medutgivare av Handbuch der inneren medizin (3:e upplagan 1933). Av Adolf Hitler tilldelades Bergmann 1943 Goethemedaljen för konst och vetenskap.